# Дженівольта
Дженівольта (італ. Genivolta) — муніципалітет в Італії, у регіоні Ломбардія,  провінція Кремона.
Дженівольта розташована на відстані близько 440 км на північний захід від Рима, 60 км на схід від Мілана, 26 км на північний захід від Кремони.

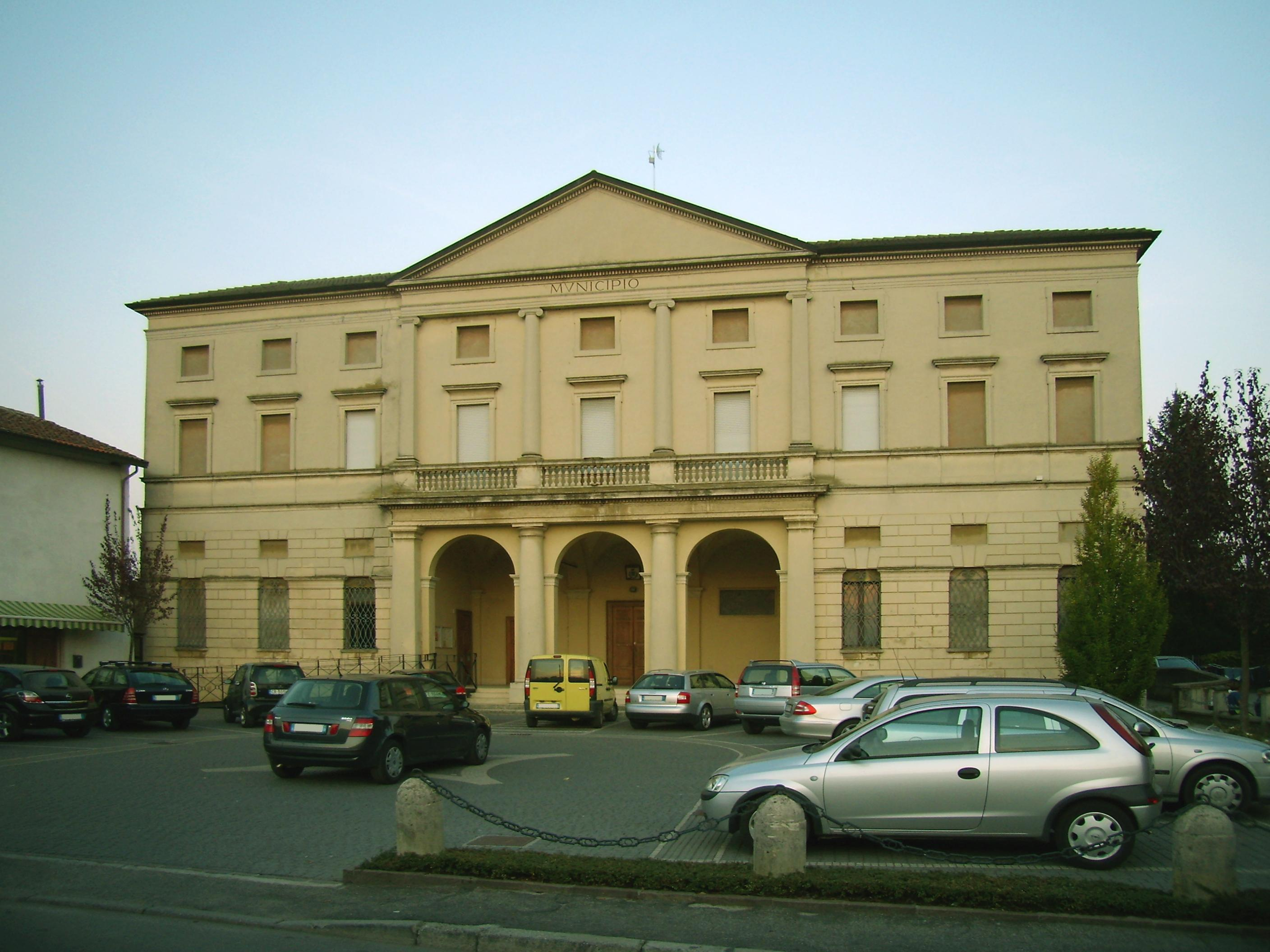

Населення — 1246 осіб (2014).

## Демографія
Населення за роками:

Станом на 1 січня 2023 року в муніципалітеті офіційно проживало 159 іноземців з 15 країн, серед них 16 громадян країн Євросоюзу та 1 громадянин України.

## Сусідні муніципалітети
- Аццанелло
- Казальморано
- Куміньяно-суль-Навільйо
- Сончино
- Сорезіна
- Віллак'яра